# 国鉄7000形コンテナ
国鉄7000形コンテナ（こくてつ7000がたコンテナ）は日本国有鉄道が1962年（昭和37年）から1965年（昭和40年）にかけて製造した一種規格（約11 ft）の有蓋鉄道コンテナである。

## 概要
コンテナ輸送を支線区へ拡大させるために、駅ホームからの荷役を容易にするため両側側扉二方開きコンテナが1962年（昭和37年）度に30個が富士重工業にて製作された。形式名は7000形とされた。その後1964年（昭和39年）度に70個が富士重工業にて、1965年（昭和40年）度に100個が富士重工業と東急車輛製造にて製作された。
外法寸法は、全長3,238.4 mm、全幅2,366 mm、全高2,360.8 mm、荷重5 t、内容積14.15 m3、自重1.2 t。塗装は登場当時淡緑3号だったが、退色と汚れに弱いため、1964年（昭和39年）以降は黄緑6号（山手線色）に変更した。
1984年（昭和59年）度に形式消滅した。